# 小さな黄色い馬
『小さな黄色い馬』（ちいさなきいろいうま、ドイツ語: Die kleinen gelben Pferde）は、ドイツの画家フランツ・マルクにより1912年に創作された絵画である。油絵具でカンバスにウマが描かれている。シュトゥットガルト州立美術館所蔵。なお、原題については冠詞なしでKleine gelbe Pferde とする例や、題名の訳については「小さい黄色の馬」などとする例もある。